# Zuid-Aziatisch kampioenschap voetbal 1997
De Zuid-Aziatisch kampioenschap voetbal 1997 werd gehouden in Kathmandu, Nepal, tussen 4 en 13 september 1997. Bangladesh won het toernooi voor de tweede keer door in de finale de Maldiven te verslaan met 5–1. Pakistan werd derde.

## Geplaatste teams
| Groep A   | Groep A | Groep A              | Groep A      | Groep B    | Groep B | Groep B             | Groep B      |
| Land      | Aantal  | Beste resultaat      | FIFA-ranking | Land       | Aantal  | Beste resultaat     | FIFA-ranking |
| --------- | ------- | -------------------- | ------------ | ---------- | ------- | ------------------- | ------------ |
| Pakistan  | 3e      | Vierde plaats (1993) | 174          | Bangladesh | 2e      | Halve finale (1995) | 138          |
| Nepal     | 3e      | Derde plaats (1993)  | 151          | Malediven  | 1e      | Debuut              | 183          |
| Sri Lanka | 3e      | Winnaar (1995)       | 137          | India      | 3e      | Winnaar (1993)      | 118          |

1. ↑  Fifa-ranking van FIFA-wereldranglijst augustus 1997

## Groepsfase

### Groep A
| Land      | Gsp | Win | Gel | Ver | DV | DT | +/- | Pnt |
| --------- | --- | --- | --- | --- | -- | -- | --- | --- |
| Sri Lanka | 2   | 2   | 0   | 0   | 5  | 1  | +4  | 6   |
| Pakistan  | 2   | 1   | 0   | 1   | 2  | 2  | 0   | 3   |
| Nepal     | 2   | 0   | 0   | 2   | 1  | 5  | –4  | 0   |

|                                     |       |                                       |          |  |
| 4 september 1997 «onderlinge duels» | Nepal | 0 – 2                                 | Pakistan |  |
| 4 september 1997 «onderlinge duels» |       | 28' Mohammed Nauman 68' Mohammed Ijaz |          |  |

|                                     |                                         |       |          |  |
| 6 september 1997 «onderlinge duels» | Sri Lanka                               | 2 – 0 | Pakistan |  |
| 6 september 1997 «onderlinge duels» | Roshan Pereira 54' Mohamed Amanulla 86' |       |          |  |

|                                     |                   |       |                            |  |
| 8 september 1997 «onderlinge duels» | Nepal             | 1 – 3 | Sri Lanka                  |  |
| 8 september 1997 «onderlinge duels» | Deepak Amayta 72' |       | 15' 70' 86' Roshan Pereira |  |

### Groep B
| Land       | Gsp | Win | Gel | Ver | DV | DT | +/- | Pnt |
| ---------- | --- | --- | --- | --- | -- | -- | --- | --- |
| India      | 2   | 1   | 1   | 0   | 5  | 2  | +3  | 4   |
| Malediven  | 2   | 0   | 2   | 0   | 3  | 3  | 0   | 2   |
| Bangladesh | 2   | 0   | 1   | 1   | 1  | 4  | –3  | 1   |

|                                     |                  |       |                  |  |
| 5 september 1997 «onderlinge duels» | Malediven        | 1 – 1 | Bangladesh       |  |
| 5 september 1997 «onderlinge duels» | Lirugam Saeed ?' |       | 53' Imtiaz Ahmed |  |

|                                     |                                        |       |            |  |
| 7 september 1997 «onderlinge duels» | India                                  | 3 – 0 | Bangladesh |  |
| 7 september 1997 «onderlinge duels» | IM Vijayan 74' 76' Baichung Bhutia 88' |       |            |  |

|                                     |                                         |       |                                       |  |
| 9 september 1997 «onderlinge duels» | India                                   | 2 – 2 | Malediven                             |  |
| 9 september 1997 «onderlinge duels» | Baichung Bhutia 30' Jo Paul Ancheri 55' |       | 65' Ibrahim Rasheed 83' Mohamed Nizam |  |

## Knock-outfase
|  | halve finale             | halve finale             |   |                          | finale                   | finale |
|  |                          |                          |   |                          |                          |        |
|  | 10 september – Kathmandu |                          |   |                          |                          |        |
|  | Sri Lanka                | 1                        |   |                          |                          |        |
|  | Malediven                | 2                        |   |                          |                          |        |
|  |                          |                          |   |                          |                          |        |
|  |                          |                          |   |                          | 13 september – Kathmandu |        |
|  |                          |                          |   |                          | India                    | 5      |
|  |                          | Malediven                | 1 |                          |                          |        |
|  |                          |                          |   |                          |                          |        |
|  |                          |                          |   |                          | derde plaats             |        |
|  | 11 september – Kathmandu | 11 september – Kathmandu |   | 13 september – Kathmandu | 13 september – Kathmandu |        |
|  | India                    | 2                        |   | Pakistan                 | 1                        |        |
|  | Pakistan                 | 0                        |   |                          | Sri Lanka                | 0      |

### Halve finale
|                                      |               |       |                                    |  |
| 10 september 1997 «onderlinge duels» | Sri Lanka     | 1 – 2 | Malediven                          |  |
| 10 september 1997 «onderlinge duels» | KM Kabeer 21' |       | 19' Shah Ismail 89' Mohammed Nizam |  |

|                                      |                    |       |          |  |
| 11 september 1997 «onderlinge duels» | India              | 2 – 0 | Pakistan |  |
| 11 september 1997 «onderlinge duels» | IM Vijayan 42' 76' |       |          |  |

### Troostfinale
|                                      |                       |       |           |  |
| 13 september 1997 «onderlinge duels» | Pakistan              | 1 – 0 | Sri Lanka |  |
| 13 september 1997 «onderlinge duels» | Haseemdeen 76' (e.d.) |       |           |  |

### Finale
|                                      |                                                                        |       |                       |  |
| 13 september 1997 «onderlinge duels» | India                                                                  | 5 – 1 | Malediven             |  |
| 13 september 1997 «onderlinge duels» | Jo Paul Ancheri 9' Baichung Bhutia 15' IM Vijayan 20' 53' Amit Das 49' |       | 43' Adam Abdul Lateef |  |

| Winnaar Zuid-Aziatisch kampioenschap voetbal 1997 |
| ------------------------------------------------- |
|                                                   |
| India Tweede titel                                |

1993 · 1995 · 1997 · 1999 · 2003 · 2005 · 2008 · 2009 · 2011 · 2013 · 2015 · 2018 · 2021 · 2023